# Ваља Гарбоулуј (Клуж)
Ваља Гарбоулуј (рум. Valea Gârboului) насеље је у Румунији у округу Клуж у општини Куздриоара. Oпштина се налази на надморској висини од 317 m.

## Становништво
Према подацима из 2002. године у насељу је живело 22 становника, од којих су сви румунске националности.